# Възкресение (Пиеро дела Франческа)
Вижте пояснителната страница за други значения на Възкресение.
Възкресение (на италиански: Resurrezione) е стенна живопис на италианския ренесансов майстор Пиеро дела Франческа, нарисувана между приблизително 1450 и 1463 г. и съхранявана в Градския музей на Сансеполкро, Италия – родният град на художника. 
Сюжетът на картината препраща към името на града (означаващо „Свето Възкресение“), което от своя страна идва от наличието там на две реликви от Светото Възкресение, донесени от двама поклонници през 9 век. Христос присъства и на градския герб.

## История
Творбата обикновено е датирана от 1460-те г., когато Пиеро дела Франческа работи в Арецо върху стенописите на Историите за истинския кръст, като датировките достигат до 1550-те г. Намира се в зала на Палата на резиденцията на консерваторите, който до 1959 г. е бил седалище на градската управа (сега дом на музея). Създаването ѝ е свързано с много специфична фаза в историята на Сансеполкро – време, в което местната управленческа група е силно ангажирана да подкрепи искането на папата да получи ранг на епископство със съответната титла на град. Тази операция за облагородяване на градския център, свързана с архитектурната квалификация на обществените сгради, започва през 1454 г. с изготвянето на Historia Burgi Sancti Sepulcri от анонимен монах от градския камалдолски манастир. В този текст митът за произхода, който свързва Сансеполкро с Йерусалим, е възприет с голяма сила и селището в Горен Тибър е представено като истински „Нов Йерусалим“. В този контекст изобразяването на Възкресение Христово в кметството е натоварено със силно гражданско чувство и представителност на общността.
С възраждането на интереса към Пиеро в средата на 19 век Възкресение е преоткрито от английски пътешественици и е широко възхвалявано в първата статия, приветстваща Пиеро като първостепенен художник от Остин Хенри Леърд в Тримесечния преглед. Леърд определя Христос от Сансеполкро като „надарен с ужасяващо и неземно величие в поведението си, в големите си очи, вперени в пространството, и във все пак спокойните му черти“. Мнозина следват стъпките му и с построяването на първата железопътна линия до Арецо в средата на 60-те г. на 19 век английски художници, които вече се възхищават на Кръщение Христово в Националната галерия в Лондон, се стичат да видят стенописите на Пиеро, които оценяваха „светското“ на неговата нова перспективна наука и неговото вдъхновение, което според тях произлиза от гръцкото изкуство, бастион на неокласиците. Самият Едгар Дега посещава Арецо и Сансеполкро, черпейки вдъхновение за произведения като Семирамида при строежа на Вавилон, сега в Музей „Орсе“, или Спартански младежи в Националната галерия в Лондон.
Творбата е оценена и от писателя Олдъс Хъксли, който изпитва безгранично възхищение към нея, стигайки толкова далеч, че да я определи като най-красивата картина в света. Добре известно е как думите на Хъксли пощадяват Сансеполкро от съюзническата артилерийска бомбардировка по време на Втората световна война. Всъщност британският капитан Антъни Кларк казва, че след като е наредил канонадата на града (въпреки че враговете вече са се оттеглили), той е спрял огъня, след като си спомня писаното от Хъксли.

## Реставрация
През 2018 г. е завършена внимателна реставрация на творбата от института на Фабриката за твърди камъни във Флоренция и Надзорния орган на Арецо. Продължилата три години интервенция предотвратява вдигането и отделянето на филма, което гарантира запазването на шедьовъра за в бъдеще. Проведени са три различни кампании за изследване, както предварителни, така и във връзка с работата: първата е проведена през 2010 г. като част от проект, финансиран от регион Тоскана и е замислена и координирана от Фабриката за твърди камъни: на нея се дължат познанията за състоянието на консервация на произведението, като след това е препоръчана цялостна и вече неотлагаема реставрация. През 2014 г., малко преди реставрацията, е проведена кампания за термографско проучване, която е задълбочена през 2017 г. Успоредно с реставрацията са възобновени структурните проучвания, които позволяват да се изясни предишната термографска кампания за изследване на зидарията от вътрешната ѝ страна, което ни позволява недвусмислено да се определи фактът, че Възкресението не е нарисувано на стената, върху която сега се вижда, но творбата е била пренесена от друго място – може би външната фасада на двореца, под аренгария, с тухлената си подложка и върху тази нова съседна стена. Освен това реставрацията прави възможно реконструирането на фрагментарния надпис в основата на фреската: «OMNE HUMANUM GENUS MORTE DAMNATUM EST» (Сенека, Писмо до Луцилий).

## Описание и стил
Сцената е рамкирана от две канелирани колони, основа (където е имало надпис, който сега е почти напълно изтрит) и лентов архитрав.
Докато четирима римски войници спят, Христос се надига от гроба и се събужда за живот. Неговата фигура е в горната част на въображаем триъгълник, който преминава от основата на саркофага до неговия ореол, подсказван и от силовите линии на позите на войниците. Христос стои тържествено, а фигурата му разделя пейзажа на две части: тази вляво, зимна и умираща, и тази вдясно, лятна и буйна. Това е препратка към жизнените цикли, които вече присъстват в езическата култура и са  споменати от различни предишни художници, като например в Алегорията и ефектите на доброто и лошото управление от Амброджо Лоренцети. Пиеро седи в подножието на саркофага и жезълът на знамето с кръста го държи в пряк контакт с божеството, сякаш е вдъхновило политическия Пиеро. Вероятно знамето на кръстоносния поход е препратка към първото царство на Йерусалим и сбора от неговите закони, известни като писма от Божи гроб; препратката вероятно е за легитимиране на решенията, взети в съседната зала – седалището на градската управа
Друга тема е тази за съня и събуждането, с контраста между низшата, земна част на войниците, и висшата част на божеството, което винаги наблюдава.
Геометричното изграждане на композицията прави фигурите абстрактни и неизменни, почти принадлежащи към по-висок ред на разбиране. За този ефект допринася „атлетичната“ конструкция на фигурата на Христос, добре изправена и анатомично моделирана като антична статуя, с крак, опрян на ръба, за да подчертае изхода от саркофага, и дясна ръка, държаща знамето на кръстоносците, емблемата на неговия триумф. Той съзнателно е нарисуван извън правилата на перспективата, които биха наложили поглед отдолу, както се случва с главите на войниците. В края на краищата художникът владее напълно тези техники за въртене на тела в пространството, както е описано напълно в De prospectiva pingendi. Така Христос изглежда отстранен от земните закони и по-близо от всякога до наблюдателя.
Линията на хоризонта подчертава раменете и главата на Христос. Небето на заден план е типично за творбите на Пиеро дела Франческа – избледняло до хоризонта като при зазоряване и изпъстрено от малки светлосенни облаци „възглавници“.
Младият спящ войник без шлем в центъра вероятно е автопортрет на художника. Зад него е основата на знамето, което държи Христос, сякаш за да покаже пряк контакт с божеството, за да вдъхнови художника, но и политика, тъй като самият той е заемал обществени позиции няколко пъти за своя град. В дрехите на войниците се повтарят тези характеристики на хроматично редуване, типично за творбите на Пиеро: червеното е последователно цветът на шлема и обувките на един войник и на щита на друг; зеленото се среща в палтото на един, в наметалото на друг и в обувките на трети и т.н. В долния десен ъгъл на зрителя се вижда голям камък: това е камъкът на схоластиците, тоест на онова философско движение, което преосмисля текстовете на древногръцките философи. Скалата, определена като „камък на трансмутацията“, показва, че каквото и да е нещо или ситуация, създадени от Пиеро в пространството на фреската, имат символична стойност и следователно са ръководство за разбиране на творбата.